# Allium changduense
Allium changduense är en amaryllisväxtart som beskrevs av Jie Mei Xu. Allium changduense ingår i släktet lökar, och familjen amaryllisväxter. Inga underarter finns listade i Catalogue of Life.